# Мейсон-Нек (Вірджинія)
Мейсон-Нек (англ. Mason Neck) — переписна місцевість (CDP) в США, в окрузі Ферфакс штату Вірджинія. Населення — 2025 осіб (2020).

## Географія
Мейсон-Нек розташований за координатами 38°39′37″ пн. ш. 77°11′11″ зх. д. / 38.66028° пн. ш. 77.18639° зх. д. (38.660292, -77.186252).  За даними Бюро перепису населення США в 2010 році переписна місцевість мала площу 51,86 км², з яких 35,87 км² — суходіл та 15,99 км² — водойми.

## Демографія
Згідно з переписом 2010 року, у переписній місцевості мешкало 2005 осіб у 746 домогосподарствах у складі 584 родин. Густота населення становила 39 осіб/км².  Було 800 помешкань (15/км²).
Расовий склад населення:
| - 89,8 % — білих - 4,1 % — чорних або афроамериканців - 3,1 % — азіатів - 0,1 % — вихідців з тихоокеанських островів - 0,1 % — корінних американців |

До двох чи більше рас належало 2,0 %. Частка іспаномовних становила 5,6 % від усіх жителів.
За віковим діапазоном населення розподілялося таким чином: 22,6 % — особи молодші 18 років, 60,9 % — особи у віці 18—64 років, 16,5 % — особи у віці 65 років та старші. Медіана віку мешканця становила 46,7 року. На 100 осіб жіночої статі у переписній місцевості припадало 98,9 чоловіків;  на 100 жінок у віці від 18 років та старших — 100,6 чоловіків також старших 18 років.
Середній дохід на одне домашнє господарство  становив 212 842 долари США (медіана — 149 750), а середній дохід на одну сім'ю — 231 704 долари (медіана — 151 823). Медіана доходів становила 94 479 доларів для чоловіків та 66 346 доларів для жінок. За межею бідності перебувало 3,4 % осіб, у тому числі 4,6 % дітей у віці до 18 років та 1,2 % осіб у віці 65 років та старших.
Цивільне працевлаштоване населення становило 900 осіб. Основні галузі зайнятості: науковці, спеціалісти, менеджери — 23,0 %, освіта, охорона здоров'я та соціальна допомога — 15,8 %, фінанси, страхування та нерухомість — 11,7 %, публічна адміністрація — 10,6 %.